# Mossjön (Abilds socken, Halland)
Mossjön (även Måssjö) är en sjö i Falkenbergs kommun i Halland och ingår i Ätrans huvudavrinningsområde. Sjön är 6,1 meter djup, har en yta på 1,68 kvadratkilometer och befinner sig 91,2 meter över havet. Sjön avvattnas av vattendraget Musån. Vid provfiske har bland annat abborre, braxen, gädda och mört fångats i sjön.

## Delavrinningsområde
Mossjön ingår i det delavrinningsområde (631876-131555) som SMHI kallar för Utloppet av Måssjö. Medelhöjden är 113 meter över havet och ytan är 10,2 kvadratkilometer. Det finns inga avrinningsområden uppströms utan avrinningsområdet är högsta punkten. Musån som avvattnar avrinningsområdet har biflödesordning 3, vilket innebär att vattnet flödar genom totalt 3 vattendrag innan det når havet efter 31 kilometer. Avrinningsområdet består mestadels av skog (77 %). Avrinningsområdet har 1,68 kvadratkilometer vattenytor vilket ger det en sjöprocent på 16,5 %.

## Fisk
Vid provfiske har följande fisk fångats i sjön:
- Abborre
- Braxen
- Gädda
- Mört
- Siklöja
- Ål